# Roberta Williams
Roberta Williams (Simi Valley, 16 februari 1953) is een Amerikaanse computerspelontwikkelaar. Williams wordt in haar werkgebied beschouwd als een van de meest invloedrijke personen uit de jaren 1980 en 1990. Ze is voornamelijk gekend omwille van haar pionierswerk in grafische avonturenspellen.

## Loopbaan
In de jaren 1980 en 1990 was Roberta Williams een toonaangevende naam in de ontwikkeling van grafische avonturenspellen. Samen met haar man Ken Williams richtte ze in 1980 het bedrijf On-Line Systems op, later hernoemd naar Sierra On-Line. Haar eerste computerspel was Mystery House (1980) wat meteen het allereerste grafische avonturenspel was dat ooit werd gemaakt. Dit spel was nog wel redelijk primitief: het was in zwart/wit en bevatte geen muziek noch geluidseffecten. Haar volgende spel, Wizard and the Princess (1980), was wel in kleur.
Het eerste grote succes kwam er met de King's Quest-reeks. King's Quest I: Quest for the Crown was het eerste avonturenspel dat animatie ondersteunde. Een ander opmerkelijk spel van Williams is de interactieve point-and-click adventurefilm Phantasmagoria. Dit was een controversieel spel omdat het nogal bloederige scènes bevatte en een verkrachting. Het spel was daardoor zelfs verboden in een aantal landen zoals Australië en wereldwijd weigerden bepaalde winkeliers om het spel in hun rekken te leggen.
Williams stond ook aan de wieg van de eerste game engines. Tot 1983 werden computerspellen geschreven in assembly. Dit betekende dat een spel opnieuw ontwikkeld moest worden voor elk computersysteem waarvoor het werd uitgebracht. Tijdens de ontwikkeling van King's Quest I bleek dat animatie te moeilijk was om in assembly te programmeren. Daarom ontwikkelde Sierra On-Line een game engine: AGI. Een bijkomend voordeel was dat de code voor het spel in AGI zat en dus niet meer computerafhankelijk was. Er diende enkel een computerafhankelijke runtime-versie van de AGI ontwikkeld te worden voor de diverse computersystemen. Het spel werd daarna eenvoudig in die runtime geladen.
Williams verkocht haar bedrijf in 1996, maar Sierra Entertainment vermeldde haar naam nog in de aftiteling van computerspellen tot 1999.

## Spellen ontwikkeld door Williams
- Mystery House (1980)
- Wizard and the Princess (1980)
- Mission Asteroid (1981)
- Time Zone (1982)
- The Dark Crystal (1983)
- King's Quest I: Quest for the Crown (1984)
- Mickey's Space Adventure (1984)
- King's Quest II: Romancing the Throne (1985)
- King's Quest III: To Heir Is Human (1986)
- King's Quest IV: The Perils of Rosella (1988)
- Mixed-Up Mother Goose (1987)
- Laura Bow: The Colonel's Bequest (1989)
- King's Quest V: Absence Makes the Heart Go Yonder! (1990)
- King's Quest 1: Quest for the Crown (Remake) (1990)
- Mixed-Up Mother Goose Multimedia (1990)
- Laura Bow in The Dagger of Amon Ra (1992)
- King's Quest VI: Heir Today, Gone Tomorrow (1992)
- King's Quest VII: The Princeless Bride (1994)
- Mixed-Up Mother Goose Deluxe (1994)
- Phantasmagoria (1995)
- Shivers (1995)
- King's Quest: Mask of Eternity (1998)
- Odd Manor[13]